# 老牛皮國際
老牛皮國際，通稱La New，是一家臺灣皮鞋品牌，達達企業集團旗下公司，創辦人是劉保佑；2004年至2019年曾經營中華職棒Lamigo桃猿。

## 發展歷史

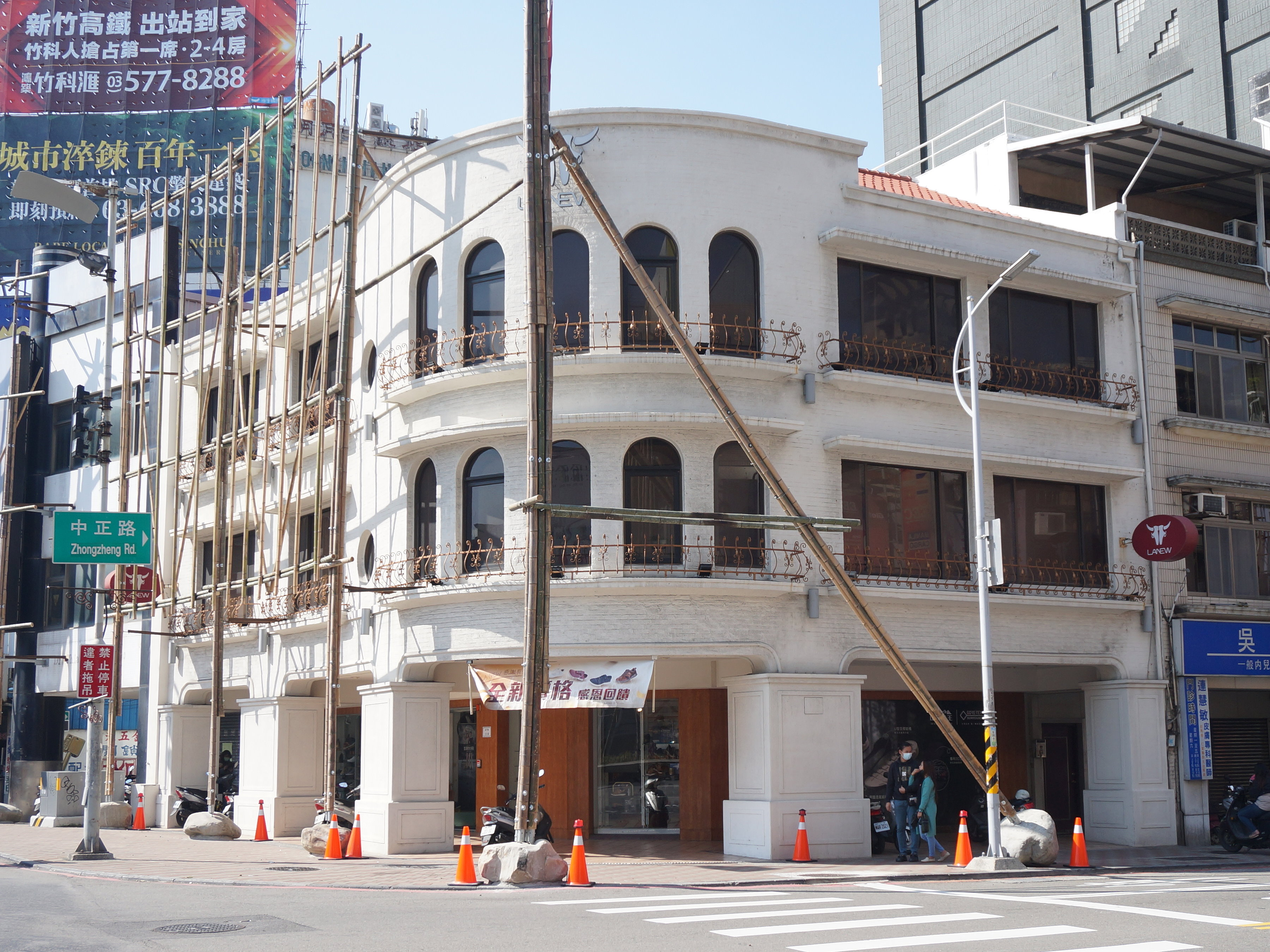
老牛皮國際新竹東門店

劉保佑因為朋友的關係到越南投資鞋廠，並於1996年在臺灣成立皮鞋品牌La New，並投入每年新臺幣1000萬元成立「La New足部研究所」，專門替特殊腳型開發鞋款。
La New最初以傳統寄賣的方式為主，但是由於一般商家拖欠貨款的情形普遍存在，後來便撤回在各皮鞋行及百貨公司的專櫃，而在台北市民生東路展開第一家專門店。
由於經濟不景氣，加上La New許多業外投資的回收並不如預期，原本預計2007年上市上櫃的計畫已經撤回。
2006年，藉由La New熊奪得亞洲職棒大賽亞軍，助長La New在日本開店的宣傳，目前在日本已經有多家店面。
2009年，成立那米哥集團，經營包括旅行社、休閒會館、宴會廣場業務。
2019年9月19日，將Lamigo桃猿轉賣給樂天株式會社。